# Alucinação (álbum de Leonardo)
Alucinação é um álbum de estúdio do cantor Leonardo, lançado em 2010. O álbum contém 15 músicas, entre elas, "Alucinação" (Gravada originalmente por Amado Batista) e "Hoje", e também o dueto com Paula Fernandes na faixa "Tocando em Frente", que fez parte da trilha sonora da novela Aragruaia. Ganhou o disco de platina no Brasil.
Dois singles desse CD já haviam feito sucesso no mesmo ano regionalmente no interior de SP: "Alucinação" de João Pedro & Cristiano (originalmente de Amado Batista) e "Hoje" de Renan & Ray.

## Faixas
| N.º | Título                                       | Compositor(es)                                                                | Duração |  |
| 1.  | "Alucinação"                                 | Amado Batista / Reginaldo Sodré                                               | 3:09    |  |
| 2.  | "Zuar e Beber"                               | Luizinho Lino / Marquinhos Maraial                                            | 3:16    |  |
| 3.  | "Eu e a Lua"                                 | Devanir Bianco / Marcos Paulo / Teodoro                                       | 3:13    |  |
| 4.  | "O Que É O Que É"                            | Chrystian Lima / Elvis Pires / Ivo Lima / Rodrigo Mel                         | 3:18    |  |
| 5.  | "Hoje (Georgie)"                             | Werner Theunisse                                                              | 3:39    |  |
| 6.  | "Quero te Amar (É o seu amor)"               | Eder R. Brandão                                                               | 3:28    |  |
| 7.  | "Linguaruda"                                 | Nilton Lamas / Sandro Lucio                                                   | 2:53    |  |
| 8.  | "Me Apaixonei por Ti (Me enamoré de ti)"     | Angel Lopez / Carlos Celles / Elmer Figueroa / Jose Javier Diaz / Paolo Tondo | 3:08    |  |
| 9.  | "Camisa Branca"                              | Paraíso / Vicente P. Machado                                                  | 2:46    |  |
| 10. | "Vai"                                        | Simone Saback                                                                 | 4:15    |  |
| 11. | "Chovendo Paixão"                            | Diego Ferreira / Everton Matos / Rivanil                                      | 3:20    |  |
| 12. | "Arreia Cerveja"                             | Beto Caju / Edu Luppa                                                         | 3:00    |  |
| 13. | "Por Você"                                   | Everton Matos / Jairo Goes / Rivanil                                          | 3:02    |  |
| 14. | "Garça Branca do Araguaia"                   | Fátima Leão                                                                   | 4:00    |  |
| 15. | "Tocando em Frente (Part. Paula Fernandes) " | Almir Sater / Renato Teixeira                                                 | 4:00    |  |

## Certificações
| Brasil (Pro-Música Brasil)                | Platina | 2012 | 80.000* |
| *número de vendas baseado na certificação |         |      |         |